# Tomb Raider (Computerspiel, 1996)
Tomb Raider (auch Tomb Raider – featuring Lara Croft oder Tomb Raider Classic, um es von der 2013 erschienenen Neuausrichtung zu unterscheiden) ist ein Action-Adventure-Computerspiel und der erste Teil der Tomb-Raider-Reihe. Das Spiel wurde von Core Design entwickelt und von Eidos Interactive veröffentlicht. Tomb Raider erschien im Winter 1996 für Sega Saturn, vier Wochen später dann auch für DOS und die PlayStation.
Im ersten Teil der Serie muss der Spieler versuchen, ein Artefakt namens Scion zu finden, welches vor vielen Jahrtausenden in drei Teile geteilt und in verschiedenen Teilen der Welt versteckt wurde.
Der 2007 erschienene Teil Tomb Raider: Anniversary ist ein Remake des ersten Teils der Tomb-Raider-Serie.
2013 erschien eine Version für iOS im AppStore. Unter dem Titel Tomb Raider I–III Remastered erschien 2024 ein Remaster von Tomb Raider und der Nachfolger Tomb Raider II und III. 

## Handlung
Die Archäologin Lara Croft wird von der Industriellen Jacqueline Natla angeheuert, um in Peru ein altes Artefakt namens Scion zu finden. Lara kämpft sich durch die Katakomben der antiken Stadt Vilcabamba, unter der in einem üppigen Grüntal noch Dinosaurier existieren und findet schließlich im Grab von Qualopec das kreisrunde, mysteriöse Artefakt. Allerdings wird sie von Larson überrascht, einem Auftragsmörder, der ebenfalls von Natla angeheuert wurde. Lara erfährt, dass noch weitere Teile des Scions existieren, und dringt in ein Bürogebäude der Natla Corporation ein. Dort findet sie Aufzeichnungen, die auf das Kloster des Heiligen Franziskus (im Spiel als „St. Francis’ Folly“ aufgeführt, nicht eindeutig auf Franz von Assisi zurückzuführen) in Griechenland verweisen.
St. Francis’ Folly erstreckt sich durch ein Kolosseum und eine Zisterne bis in den Palast des legendären Königs Midas, unter dem das Grab von Tihocan liegt. Dort findet Lara nach zahlreichen Feuergefechten mit Pierre, einem weiteren von Natlas Killern, sowie einem Zentauren, den zweiten Teil des Scions. Als sie es berührt, erfährt sie in einer Art Vision, dass das Scion ein altes, atlantisches Artefakt ist und dass die Herrscher des versunkenen Königreichs Genexperimente an ihrem Volk durchgeführt haben.
Den letzten Teil des Scions findet Lara in der Stadt Khamoon in Ägypten. Als sie diesen an sich nimmt, wird sie von Natlas Schergen überrascht und entwaffnet. Natla nimmt das Scion an sich, während Lara selbst nur knapp mit dem Leben davonkommt. Sie kann sich jedoch an Bord von Natlas Yacht schleichen und so unbemerkt auf eine namenlose Insel gelangen, auf der der Eingang zur großen Pyramide von Atlantis liegt. Nach langen Kämpfen mit Natlas Handlangern, von denen Lara nach und nach ihre entwendeten Waffen zurückerhält, erreicht Lara schließlich die Kernkammer der Pyramide, in der das Scion thront und die Stadt mit Energie und Stabilität versorgt.
Als Lara das Scion berührt, erscheint ihr erneut eine Vision, in der sie erfährt, dass es sich sowohl bei Qualopec und Tihocan als auch bei Natla selbst um die drei Herrscher des versunkenen Kontinents Atlantis handelt. Die drei – deren Herkunft nie ganz geklärt wird (während Qualopec und Tihocan roboterhaft und nur entfernt humanoid wirken, erscheint Natla als einzige vollständig menschlich) – haben genetische Experimente an den Einwohnern von Atlantis durchgeführt. Ein Ergebnis davon war beispielsweise der Zentaur, den Lara in Griechenland erlegt hat. Weiterhin erfährt sie in der Vision, dass Qualopec und Tihocan sich irgendwann gegen Natla gestellt haben, deren Experimente den beiden wie es den Anschein hat zu weit gingen: Sie versiegelten Natla in einem radähnlichen Gegenstand und froren sie dort in einer Sphäre ein. Wie Natla aus ihrer Gefangenschaft befreit wurde, sah man zu Beginn des Spiels; der Zusammenhang wird jedoch erst jetzt ersichtlich.
Als Lara das Scion zerstören will, wird sie von Natla angegriffen. Nach einem Handgemenge stürzt Natla augenscheinlich in den Tod, während Lara auf einer arenaartigen Plattform landet, in der sie gegen ein gigantisches, beinloses Monstrum kämpfen muss. Nach dem Tod des gezüchteten Überwesens scheint das Scion instabil zu werden. Lara besiegt es mit ihren Waffen und flüchtet aus der Pyramide, die ohne die Kontrolle durch das Scion in einem Lavasee versinkt. Natla erscheint erneut und offenbart ihre wahre Erscheinung: ein dämonisches Wesen mit Flügeln.
Ob der Spieler Natla umbringt, ist optional – schließlich gelingt es Lara aber, aus der Pyramide zu flüchten und mit Natlas Yacht zu flüchten, bevor die Pyramide in sich selbst zusammenbricht und die letzte Herrscherin von Atlantis und ihre Genexperimente für alle Zeiten unter sich begräbt.

## Spielprinzip
In Tomb Raider steuert der Spieler die Protagonistin Lara Croft aus einer Third-Person-Perspektive. Die virtuelle Welt, in der sich der Spieler bewegt, ist komplett in 3D-Computergrafik gehalten. Die Umgebung ist dabei in groben Blöcken modelliert, aus der sich die Möglichkeit ergibt, auf höhere Blöcke zu klettern, sofern sie nicht allzu hoch sind, zu schwimmen und tauchen oder durch Springen sein Ziel zu erreichen. In vielen Passagen ist das Ausnutzen von Laras akrobatischen Fähigkeiten vonnöten, um im Spiel weiterzukommen.
Eventuell auftretende Gegner (zumeist Tiere wie Wölfe, Bären oder sogar Dinosaurier) greifen Lara an, können allerdings durch Beschuss getötet werden. Mit gezogenen Waffen zielt Lara automatisch auf die nächsten Gegner, was Feuerkämpfe sehr vereinfacht. Es stehen Waffen wie zwei Pistolen (beidhändig), Magnums, Schrotflinte oder Uzis zur Verfügung. Die schwächsten Waffen, die beiden Pistolen, sind in sämtlichen Tomb-Raider-Spielen Laras Standardbewaffnung und verfügen über unendlichen Munitionsvorrat. Für alle anderen Waffen liegen in der Umgebung Munitionspäckchen herum, durch die man seinen Munitionsvorrat wieder auffüllen kann.
Angreifende Gegner und Sprünge aus großer Höhe sowie diverse, häufig auftretende Fallen schwächen Laras Gesundheit, die der Spieler mit Medipacks wieder verbessern kann, wobei es große und kleine Medipacks gibt, jeweils mit unterschiedlichen Gesundheitsstärken.
Allgemein ist das Ziel des Spiels, einen Level zu durchqueren, was durch Fallen, Gegner und einige Rätsel erschwert wird. Nach jedem Level wird eine Statistik gezeigt, die zum Beispiel über die Anzahl der getöteten Gegner Auskunft gibt.

## Produktionsnotizen
Die Entwicklung von Tomb Raider begann im Jahr 1993. Das Entwicklerteam von Core Design bestand aus sechs Leuten, allen voran Toby Gard, der als Erfinder von Lara Croft gilt. Die weibliche Hauptfigur sollte den männlichen Beschützerinstinkt beim Spieler wecken und eine Abwechslung zu dem üblichen männlichen Muskelprotz-Protagonist darstellen. Als Vorbild diente die Schwester von Toby Gard und die Trickfilmfigur Jessica Rabbit aus dem Film Falsches Spiel mit Roger Rabbit. Das Spiel wurde für den PC optimiert. Als Inspiration wurde Indiana Jones und Prince of Persia angegeben. Auch Mario 64 besäße ein sehr ähnliches Spielprinzip. Man wollte jedoch über die Fähigkeiten des Nintendo 64 hinaus entwickeln. Die Musikbegleitung sei unauffällig, ändere sich aber im Kontext der Szenerie. Die Level wurden nur grob skizziert und direkt im 3D-Leveleditor entworfen.
Als eines der ersten Spiele unterstützte Tomb Raider die 3dfx Grafikschnittstelle. Dies sorgte für schärfere Texturen, behob aber auch perspektivische Verzerrungen der Texturen und die häufigen Clippingfehler.

## Rezeption
Die 3D-Spielwelt sei riesig, ohne langatmig zu werden. Trotz weniger Feindkontakte bestehe durchgehend Hochspannung. Die Unterwassersequenzen seien besonders gelungen. Die flüssige Grafik und die kniffligen Rätseleinlagen seien beeindruckend. Die durchdachte Tastatursteuerung und intelligente Kameraführung sei sauber umgesetzt. Clippingfehler und die fehlende Komplexität der Rätsel sorge für geringfügige Abstriche in der Wertung. Zudem fehlen Komfortfunktionen wie eine Automap. Das Spiel hinterlasse einen denkwürdigen Eindruck. Die aufwendigen Level seien der heimliche Protagonist des Spiels. Tomb Raider sei ein unkonventioneller Ansatz, der sich stark von Shootern wie Duke Nukem 3D absetze. Es wird deutlich weniger geschossen, stattdessen gelte es, geduldig zu erforschen und Rätsel zu lösen. Das Tutorial sei eine gute Neuerung, da der Einstieg nicht ganze einfach sei. Die hektisch wechselnde Perspektive störe trotz automatischem Zielen genauso wie das umständliche Anvisieren von Gegenständen. Die Höhlen warten mit zahlreichen Details auf und wirken realistisch ebenso wie die mitgenommenen Ruinen. Der Extrataste zur Steuerung der Kamera sei nicht für brenzlige Ereignisse geeignet. Einige Levels offenbaren lange Laufwege ohne viel Interaktion.
Die Entwickler würden die Konsole bis an die Grenzen belasten. Der Stereo-Sound sei realistisch abgemischt, die Orchester-Einspielungen stimmungsvoll. Es sei das atmosphärisch dichteste Abenteuer der 32-Bit-Generation. Die Puzzle-Elemente seien geschickt im dreidimensionalen Terrain versteckt und fordern den Forschungsdrang stärker als die Konkurrenzprodukte. Die architektonischen Ungereimtheiten fallen nicht ins Auge.
Die Royal Mail brachte 2020 einen Satz von zwölf Briefmarken mit Motiven aus britischen Computerspielen heraus, in dem ein Wert Tomb Raider zeigt.

### Auszeichnungen
- 1998: Origins Award: Bestes Actionspiel 1997[13]
- 1998: Platin (PC) und Gold (PS) Auszeichnung des VUD[14]